# Rush Rush
Rush Rush es una canción lanzada en 1991 por la cantante pop Paula Abdul. Fue lanzado el 24 de abril de 1991 por Virgin Records como el primer sencillo del álbum. Escrita por Peter Lord y producida por Peter Lord y V. Jeffrey Smith (ambos miembros de Family Stand), la canción alcanzó el éxito en los Estados Unidos, donde encabezó el Billboard Hot 100 , y se convirtió en un éxito mundial.
Rush Rush es una balada pop que fue lanzada el 2 de mayo de 1991 del segundo álbum de estudio de Paula Abdul, Spellbound. La canción fue escrita por Peter Lord y producida por él y V. Jeffrey Smith (ambos miembros de The Family Stand). La canción fue escrita originalmente como una broma entre Lord y Sandra St Victor, también de The Family Stand, cuando Lord declaró que podía escribir baladas de éxito mientras dormía. Se sentó al piano y tocó las primeras notas, que más tarde se convertirían en el comienzo de Rush Rush, y cantó las dos primeras líneas. Entonces se dio cuenta de que encajaba bien y compuso el resto de la canción.
Rush Rush fue la primera balada de Abdul que se publicó como sencillo. Como coreógrafa y bailarina, era más conocida por sus canciones pop y dance de ritmo rápido, y también había publicado seis sencillos de su álbum de debut Forever Your Girl en este estilo[2].
El vídeo musical está inspirado en la película de James Dean Rebelde sin causa, con Keanu Reeves interpretando al protagonista masculino y, por tanto, a James Dean, mientras que Paula Abdul asume el papel de Natalie Wood. Como en la película, Keanu Reeves le pide matrimonio a Paula Abdul, que corretea con una banda de matones. Todo termina con la icónica carrera de coches de la película. Además de las escenas de acción de la película, también hay un diálogo emocionalmente acalorado entre ambos. Acaban pasando la noche juntos. La película fue dirigida por Stefan Würnitzer en abril de 1991.

## Éxito en los charts
Rush Rush debutó en el Billboard Hot 100 el 11 de mayo de 1991 en el número 36 y alcanzó el número 1 del Billboard Hot 100 cinco semanas después, el 15 de junio de 1991, donde permaneció en el primer puesto durante cinco semanas consecutivas. 
Esto convirtió a Rush Rush en el éxito número uno más largo y exitoso con 5 semanas después de Like a Virgin de Madonna, que pasó 6 semanas en el nº 1 en el invierno de 1984-1985. Sin embargo, este récord fue igualado el mismo año por el sencillo de Bryan Adams (Everything I Do) I Do It for You, que también superó el logro de Madonna y permaneció en el nº 1 durante siete semanas consecutivas. En total, fue el quinto número uno de Paula Abdul.